# خليفة كمال
خليفة كمال هي قرية في مقاطعة ميانة، إيران. عدد سكان هذه القرية هو 28 في سنة 2006.